# سس برنیز

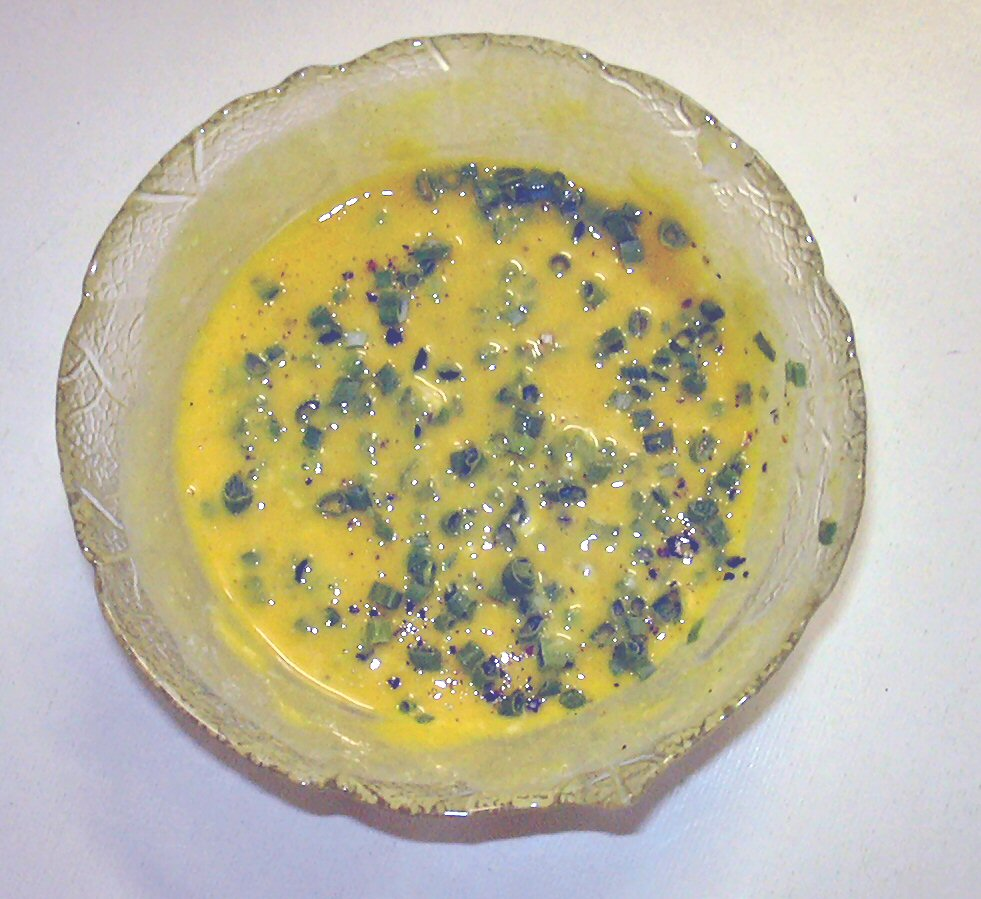

سس برنیز (به فرانسوی: sauce béarnaise) نام نوعی سس کلاسیک فرانسوی است که از ترکیب سرکه، شراب، ترخون، موسیر، زردهٔ تخم‌مرغ و کره درست می‌شود. این سس را همراه با گوشت، ماهی، تخم‌مرغ و سبزیجات سرو می‌نمایند.

## طرز تهیه
برای تهیهٔ سس برنیز درابتدا مخلوط سرکه، شراب، ترخون (یا سبزیجاتی دیگر) و موسیر را بر روی حرارت زیاد می‌جوشانند تا آب اضافی آن تبخیر شده و مایعی کم‌حجم و غلیظ با طعمی قوی به‌دست آید، سپس در انتهای کار زردهٔ تخم‌مرغ و کره را به آن اضافه می‌نمایند.